# Platypalpus fuscicnemis
Platypalpus fuscicnemis är en tvåvingeart som beskrevs av Patrick Grootaert och Chvála 1992. Platypalpus fuscicnemis ingår i släktet Platypalpus, och familjen puckeldansflugor. Arten är reproducerande i Sverige.